# خانه شهید فاخر
خانه شهید فاخر مربوط به دوره پهلوی اول است و در تبریز، خیابان تربیت، کوچه کرباسی، جنب بازار کره‌نی‌خانه، پلاک ۹ واقع شده و این اثر در تاریخ ۱۹ بهمن ۱۳۸۹ با شمارهٔ ثبت ۲۹۵۶۸ به‌عنوان یکی از آثار ملی ایران به ثبت رسیده است.